# Lex Hortensia

Promulguée en -287, la Lex Hortensia, connue également sous l'appellation de lois hortensiennes, est le résultat d'un conflit entre les patriciens et les plébéiens nommé le conflit des ordres.
La plèbe se retire sur le Janicule pour obtenir l’assignation des terres sabines nouvellement conquises. Quintus Hortensius, nommé dictateur et soutenu par Manius Curius Dentatus, promulgue les lois Hortensiennes qui favorisent la plèbe pour qu’elle revienne dans la cité. Elles amnistient et allègent les dettes et donnent aux plébiscites décidés par les concilia plebis force de loi pour le peuple entier (suppression de la ratification sénatoriale traditionnelle, l’auctoritas patrum[réf. nécessaire]). Le conseil de la plèbe obtient le droit de faire voter un plébiscite ( proclamé ou discuter sur une loi par le peuple sans passer par les autres ordres ).